# Phyteumas purpurascens
Phyteumas purpurascens is een rechtvleugelig insect uit de familie Pyrgomorphidae. De wetenschappelijke naam van deze soort is voor het eerst geldig gepubliceerd in 1896 door Karsch.